# Condé-sur-Vire
Condé-sur-Vire is een gemeente in het Franse departement Manche in de regio Normandië. De gemeente maakt deel uit van het arrondissement Saint-Lô.

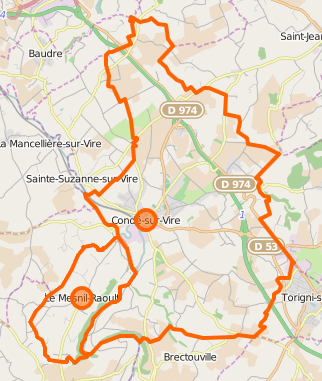
De gemeente met Le Mesnil-Raoult in het zuidwesten.

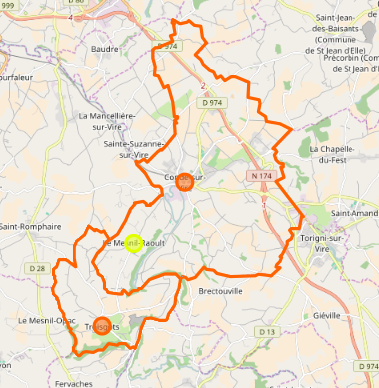
De gemeente in 2016 met Troisgots in het zuidwesten.

Op 1 januari 2016 werd de aangrenzende gemeente Le Mesnil-Raoult opgeheven en als commune déléguée opgenomen. Op 1 januari 2017 werd ook de gemeente Troisgots als commune déléguée opgenomen. Condé-sur-Vire telde op 1 januari 2022 4.136 inwoners.

## Geografie
De oppervlakte van Condé-sur-Vire bedraagt 36,36 vierkante kilometer; de bevolkingsdichtheid was toen 113,8 inwoners per km² op 1 januari 2022.

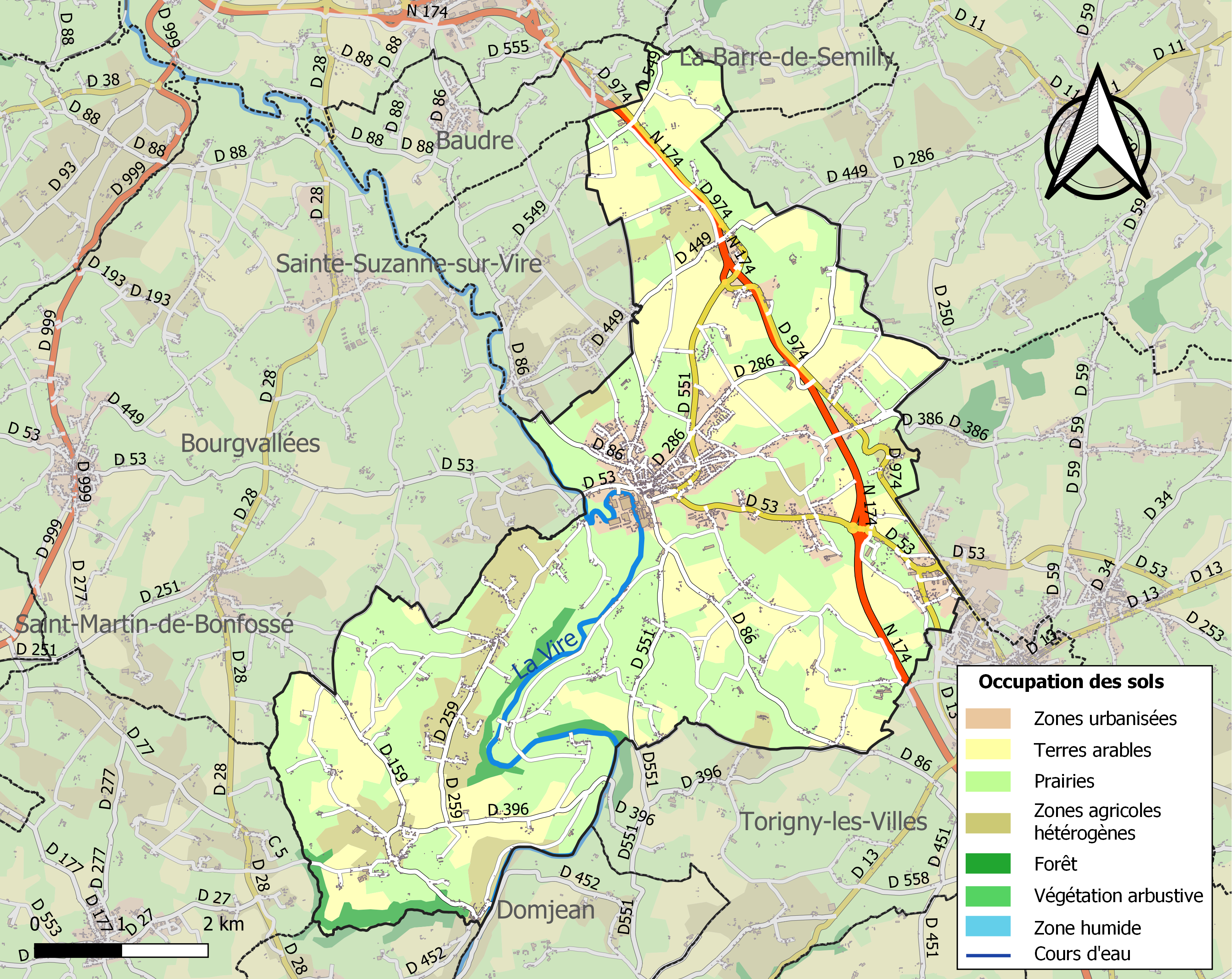
Kaart van de gemeente met de belangrijkste infrastructuur, bodemgebruik en omliggende gemeenten

Beaucoudray · Beuvrigny · Biéville · Condé-sur-Vire · Domjean · Fourneaux · Gouvets · Lamberville · Montrabot · Moyon Villages · Le Perron · Saint-Amand-Villages · Saint-Jean-d'Elle (deels) · Saint-Louet-sur-Vire · Saint-Vigor-des-Monts · Tessy-Bocage · Torigny-les-Villes